# 26 Aquilae
26 Aquilae, som är stjärnans Flamsteed-beteckning, är en dubbelstjärna belägen i den södra delen av stjärnbilden Örnen som också har Bayer-beteckningen f Aquilae. Den har en skenbar magnitud på ca 5,00 och är svagt synlig för blotta ögat där ljusföroreningar ej förekommer. Baserat på parallaxmätning inom Hipparcosuppdraget på ca 21,2 mas, beräknas den befinna sig på ett avstånd på ca 154 ljusår (ca 47 parsek) från solen. Den rör sig närmare solen med en heliocentrisk radialhastighet av ca -17 km/s.

## Egenskaper
Primärstjärnan 26 Aquilae A är en gul till orange underjättestjärna under utveckling till en jätte och av spektralklass G8 III-IV. Den har en massa som är ca 3 solmassor, en radie som är ca 6 solradier och utsänder ca 21 gånger mera energi än solen från dess fotosfär vid en effektiv temperatur av ca 4 900 K.
26 Aquilae är en enkelsidig spektroskopisk dubbelstjärna, vilket betyder att närvaron av en omkretsande följeslagare visas genom skiftningar i primärstjärnans spektrum. Paret kretsar kring varandra med en omloppsperiod av 266,544 dygn med en hög excentricitet av 0,833. Lite är känt om följeslagaren, men dess massa kan uppskattas till 140 procent av en solmassa.